# 大蕉
大蕉，雲南亦稱粉芭蕉，是香蕉的人工选育品系之一。由野蕉和小果野蕉雜交而成，原產於印度，公元六世紀時傳至非洲。十八世紀始傳入南美洲。現在熱帶地區多有栽種。分布在中国（為原生植物）、印度和马来西亚等地。

## 分类沿革
过去曾被当作独立物种而被林奈赋予的学名，现成为的异名。

## 食用

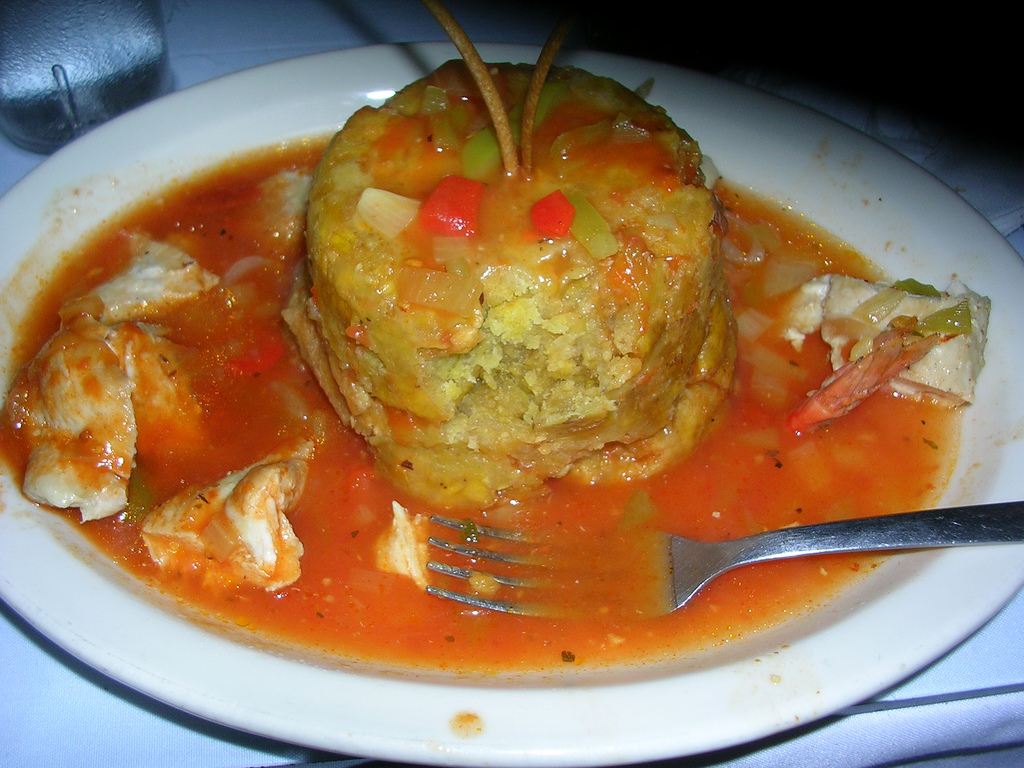
波多黎各的大蕉料理磨豐果

在中美洲、非洲和加勒比海國家，將其當作料理食材使用。

## 中醫療用價值
大蕉全株可供藥用，性味甘、澀，性寒，能清熱解毒、利尿消腫。